# Doëg

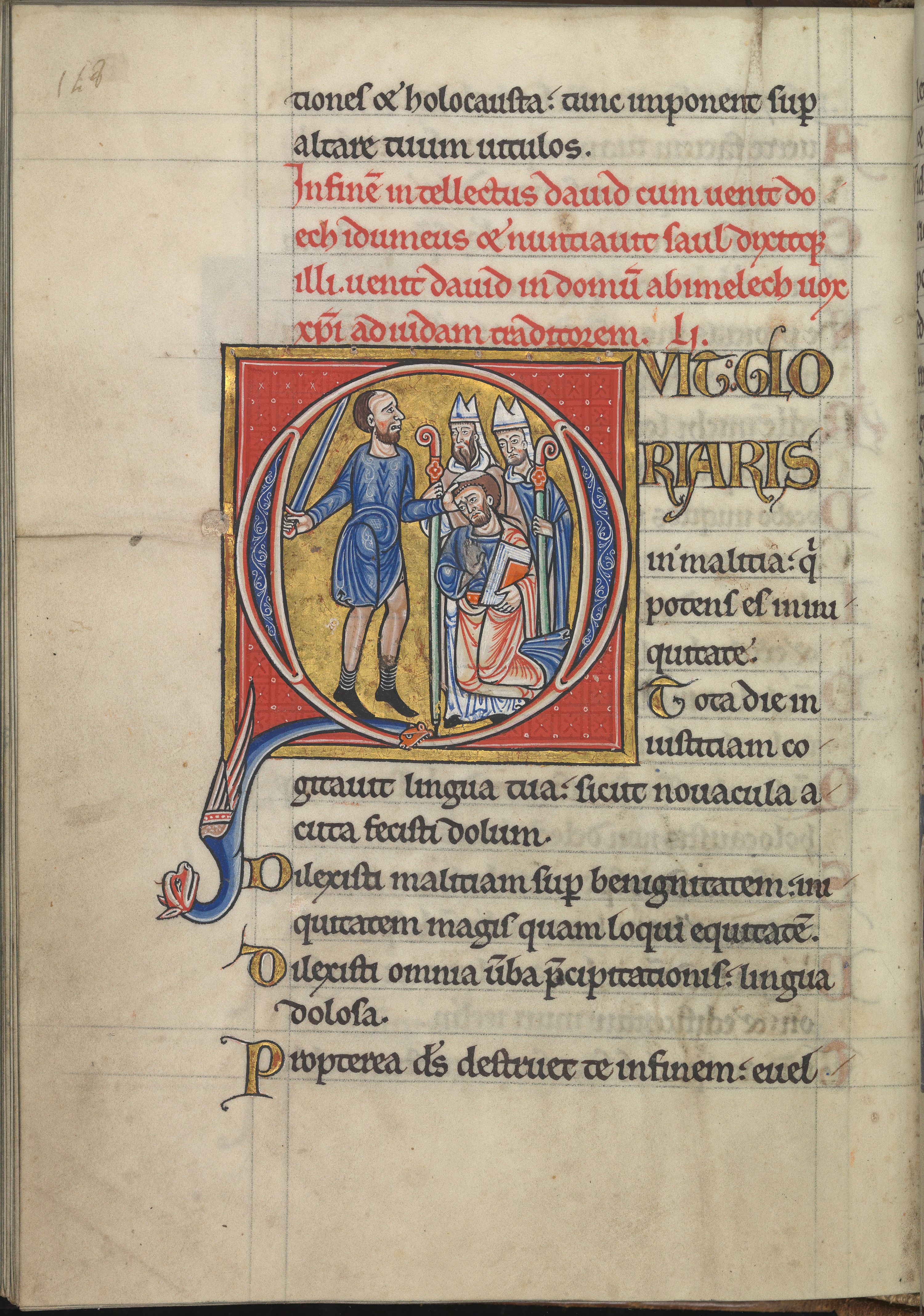
Psalm 51, Quit gloriaris in malitia, qui potens es in iniquitate, Doëg doodt Achimelech en de priesters van Nob - Psalter van Eleonora van Aquitanië (ca. 1185) - KB 76 F 13, folium 074v

Doëg (Hebreeuws: דאג do’eg en דואג dô’eg; Oudgrieks: Δωηκ; Latijn: Doec) is een persoon uit de Hebreeuwse Bijbel. Hij was een Edomiet en de opzichter van de herders van koning Saul (1 Samuel 21:8).

## Verhaal
David was op de vlucht voor Saul en kwam met zijn mannen bij de tabernakel in Nob. Ze ontmoetten er de hogepriester Achimelech. Nadat David had voorgewend op een speciale missie van Saul te zijn, gaf Achimelech hem het heilige toonbrood om de honger van David en zijn mannen te stillen. Bovendien gaf Achimelech David het zwaard van de door David gedode Goliat (1 Samuel 21:2-7).
Doëg was die dag toevallig ook in Nob "vanwege een of andere verplichting aan de HEER" (1 Samuel 21:8 - נֶעְצָר לִפְנֵי יְהוָה, letterlijk: "ingesloten door JHWH", de vertaling van deze uitdrukking is exegetisch omstreden), was daardoor getuige van deze gebeurtenis en lichtte Saul in over de hulp die Achimelech aan David had gegeven. Het feit dat Doëg ook bij het altaar was is voor sommige Bijbelwetenschappers een mogelijke aanwijzing dat hij een proseliet was.
Saul ondervroeg Achimelech en de andere priesters uit Nob en betichtte hen van hoogverraad. Hij gebood de soldaten van zijn lijfwacht al de priesters te doden (1 Samuel 22:6-17). De soldaten weigerden echter de overduidelijk onschuldige priesters te doden, waarop Saul Doëg het bevel gaf de priesters te doden. Doëg doodde daarop vijfentachtig priesters met zijn zwaard en bovendien alle inwoners en de veestapel van Nob. Alleen een zoon van Achimelech, Abjatar ontkwam (1 Samuel 22:18-20).
Het verhaal maakt duidelijk dat David niet zonder schuld was aan deze tragedie. In het begin misleidde hij de priester van Nob bewust door te wijzen op zijn speciale relatie tot Saul (1 Samuel 21:2-3) en bezegelde daarmee het lot van Achimelech. Toen Achimelech zich verdedigde tegenover Saul en Davids woorden letterlijk citeerde, lokte dat Sauls bloedige oordeel uit. David erkende zijn schuld en zei: "Toen ik die dag in Nob merkte dat de Edomiet Doëg er ook was, was ik er al bang voor dat hij Saul zou inlichten. Ik ben dus de oorzaak van de dood van uw familieleden" (1 Samuel 22:22). Naar aanleiding hiervan schreef David Psalm 52, waarin hij zichzelf als "de koning met de harp" tegenover de verraderlijke Doëg plaatste. Deze stileringen hebben de latere beelden van beiden grondig beïnvloed.